# 안데르스 애플린
안데르스 애플린(1991년 6월 21일 ~ )는 싱가포르의 축구 선수이다.

## 국가대표 경력
그는 2018년 싱가포르대표팀에 데뷔했다. 그는 국제 A매치 2경기에 출전했다.

## 통계
| 싱가포르 | 싱가포르 | 싱가포르 |
| 연도     | 출전     | 골       |
| -------- | -------- | -------- |
| 2018     | 2        | 0        |
| 합계     | 2        | 0        |